# Про дива людські
«Про дива людські» — радянський художній фільм 1967 року режисера Володимира Монахова. За мотивами книги Галини Ніколаєвої «Розповіді бабки Василиси про дива».

## Сюжет
Проста російська жінка Василиса чимало побачила на своєму віку, пережила війну, побачила розорення рідної землі, горе і страждання. Але бачила і воістину дива, такі як — чесні люди, вірність, відданість і самопожертва. Фільм починається з епізоду, коли Василиса по важким військовим дорогам пробирається в місто, де в госпіталі лежить її подруга Граня, у неї обпечені руки, зранені ноги. Граня ховається від Степана, не бажаючи обтяжувати кохану людину своїм горем, однак, Степан все-ж її знаходить, і здійснюється «диво» любові — Граня для нього залишилася такою ж красунею, якою була. Після війни Василиса повертається в свій колгосп, зруйнований, — і зі сльозами на очах стоїть на спустошеною землею, але їй належить побачити повторення «дива» перших років Радянської влади — колгосп знову буде відроджений. Непросто складається життя сина Василиси — талановитого інженера, людини з важким, норовливим характером. Скрізь зустрічаючи перепони своїм розробкам він вже втратив віру в себе. Але його «диво» — дружина, яка вірила в талант чоловіка, і у важкий час врятувала його цінні креслення.

## У ролях
- Антоніна Богданова —  Василиса
- Ніна Дробишева —  Лялька
- Тамара Сьоміна —  Граня
- Михайло Зимін —  Герасим
- Віталій Коняєв —  Степан
- Віктор Косих —  Вася
- Валентина Владимирова —  Марія
- Сергій Голованов —  головлікар
- Іван Лапиков —  попутник
- Володимир Божко — епізод
- Петро Берьозов — епізод
- Валеріан Виноградов — епізод
- Данило Нетребін — епізод
- Геннадій Сазонов — епізод
- Георгій Светлані — епізод

## Знімальна група
- Режисер — Володимир Монахов
- Сценаристи — Олексій Леонтьєв, Володимир Монахов
- Оператор — Ігор Богданов
- Композитор — Олексій Муравльов
- Художник — Фелікс Ясюкевич